# Надвигается беда
«Надвигается беда» (англ. Something wicked this way comes; также (в разных переводах) «…И духов зла явилась рать», «Что-то страшное грядёт», «Жди дурного гостя») — роман Рэя Брэдбери, впервые изданный в 1962 году. Вместе с повестью «Вино из одуванчиков» и романом «Лето, прощай!» составляет трилогию воспоминаний Брэдбери о детстве, проведённом в Уокигане.
Название представляет собой цитату из трагедии Шекспира "Макбет" (четвёртый акт). Это фрагмент реплики ведьмы, которая говорит о симпатии ко злу, которое ведьмы пробудили в Макбете; также и герой Брэдбери Чарльз Хэллуэй рассуждает о симпатии ко злу, всегда скрывающейся в сердцах, открытых для ещё большего зла, у людей, сдавшихся и променявших «что-то на ничего», превративших себя в абсурдных персонажей, питающихся болью и страхом других.
Роман «Надвигается беда» создан на основе сценария, который Брэдбери написал для режиссёра Джина Келли. Келли не смог найти финансирование, и первоначальный фильм не состоялся. Роман был экранизирован в 1983 году («Именно так зло и приходит»), для этого фильма Брэдбери переписал сценарий заново.

## Сюжет
Завязка сюжета заимствована Брэдбери из его собственного рассказа «Чёртово колесо». В центре сюжета — двое мальчиков, Вильям Хэллуэй и Джим Найтшед, которые сбежали ночью из дому посмотреть на карнавал и стали свидетелями превращения Кугера (сорокалетнего участника карнавала) в двенадцатилетнего мальчишку. С этого момента и начались их приключения.